# Hořejší ostrovní mlýn
Hořejší ostrovní mlýn, také Maňasovský mlýn nebo Křížovy mlýny, je mlýn, který se nachází na Mlýnské strouze v Berouně-Závodí čp. 8 (Na Ostrově 8/3).

## Historie
Mlýn stojí na ostrově, který odděluje náhon původně vytvořený jako součást městského opevnění. Náhon a řeka Berounka vytváří ostrov, na kterém se ještě nacházely Dolní ostrovní mlýn a Panský mlýn. Náhonu se podle mlýnů říkalo Mlýnský náhon nebo také Čertovka. První písemná zmínka o Hořejším mlýnu pochází z roku 1437. Prvním majitelem byl kovář Jakub, který obdržel od města Beroun povolení k výstavbě mlýna a zavázal se městu platit úrok ze mlýna a hradit opravu jezu. Dalším majitelem byl Martin Maňas, podle kterého je název Maňasův mlýna. V roce 1515 město Beroun odkoupilo mlýn a vlastnilo jej do roku 1546, v dalším období se zde střídali nájemci a majitelé. V roce 1629 mlýn zničila povodeň. Až v osmdesátých letech 17. století byl opraven jez na náklady města a mlynář Matěj Machulka uvedl mlýn do provozu. V letech 1692 – 1724 vlastnil mlýn rytíř Ferdinand z Eisenthalu. Dalším vlastníkem byl hrabě Karel Jáchym z Bredy. Od roku 1759 byl mlýn opět ve vlastnictví města. V druhé polovině 19. století byl mlýn modernizován. V roce 1872 byl opět vytopen. V roce 1908 koupil mlýn Ludvík Kříž, který mlýn přestavěl, vybavil vodními turbínami, přistavěl další budovy pro pšeničný a žitný mlýn. V roce 1912 mlýn vyhořel. Po roce 1918 vedla mlýn Marie Křížová, manželka Ludvíka Kříže, která v roce 1920 zavedla výrobu těstovin a perníku. Od roku 1923 vlastnil mlýn Adolf Kříž, který zavedl doplňkovou pekárnu. V roce 1948 byl mlýn znárodněn a byla přistavěna hala pekárny. V roce 1994 byl restituován Kateřinou Schwippelovou, dcerou Adolfa Kříže. Od roku 2004 je objekt pekárny pronajat společnosti Pekárna U Kříže, s. r. o. Bývalý žitný mlýn byl městem Beroun přestavěn na kulturní centrum.

## Popis
Původní mlýn byla dřevěná stavba na kamenné podezdívce. Po přestavbách tvořil průmyslový areál zděných vícepodlažních budov. Mlýnská složení byla poháněná vodním kolem na spodní vodu. V roce 1930 byly v provozu dvě Francisovy turbíny s výkonem 29,7 HP. V polovině dvacátých let 20. století byl instalován parní stroj o výkonu 100 HP, později byl pohon mlýna změněn na elektrický. Z původního válcového mlýna je v činnosti pekárna.

## Galerie

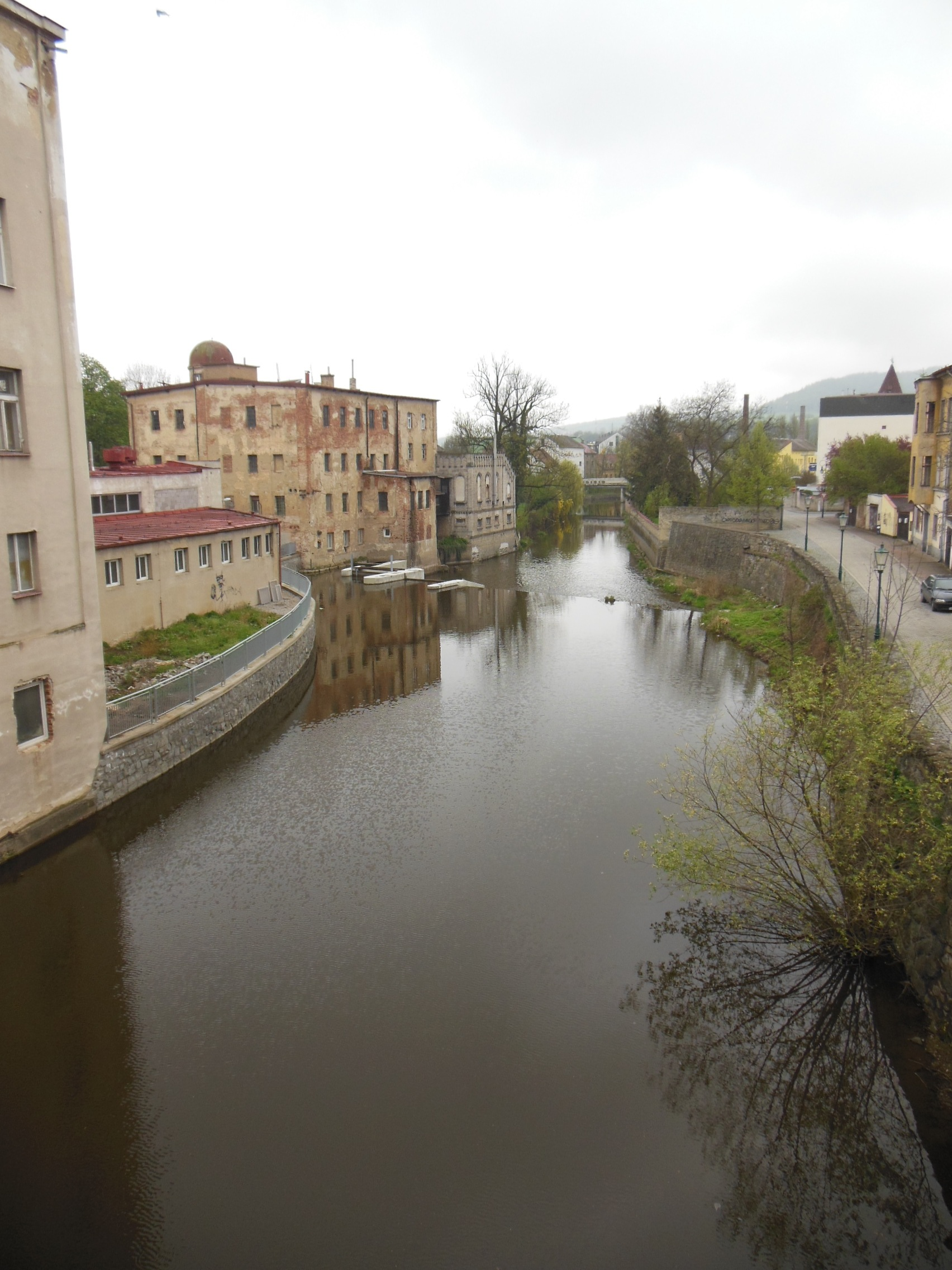
Mlýnská strouha
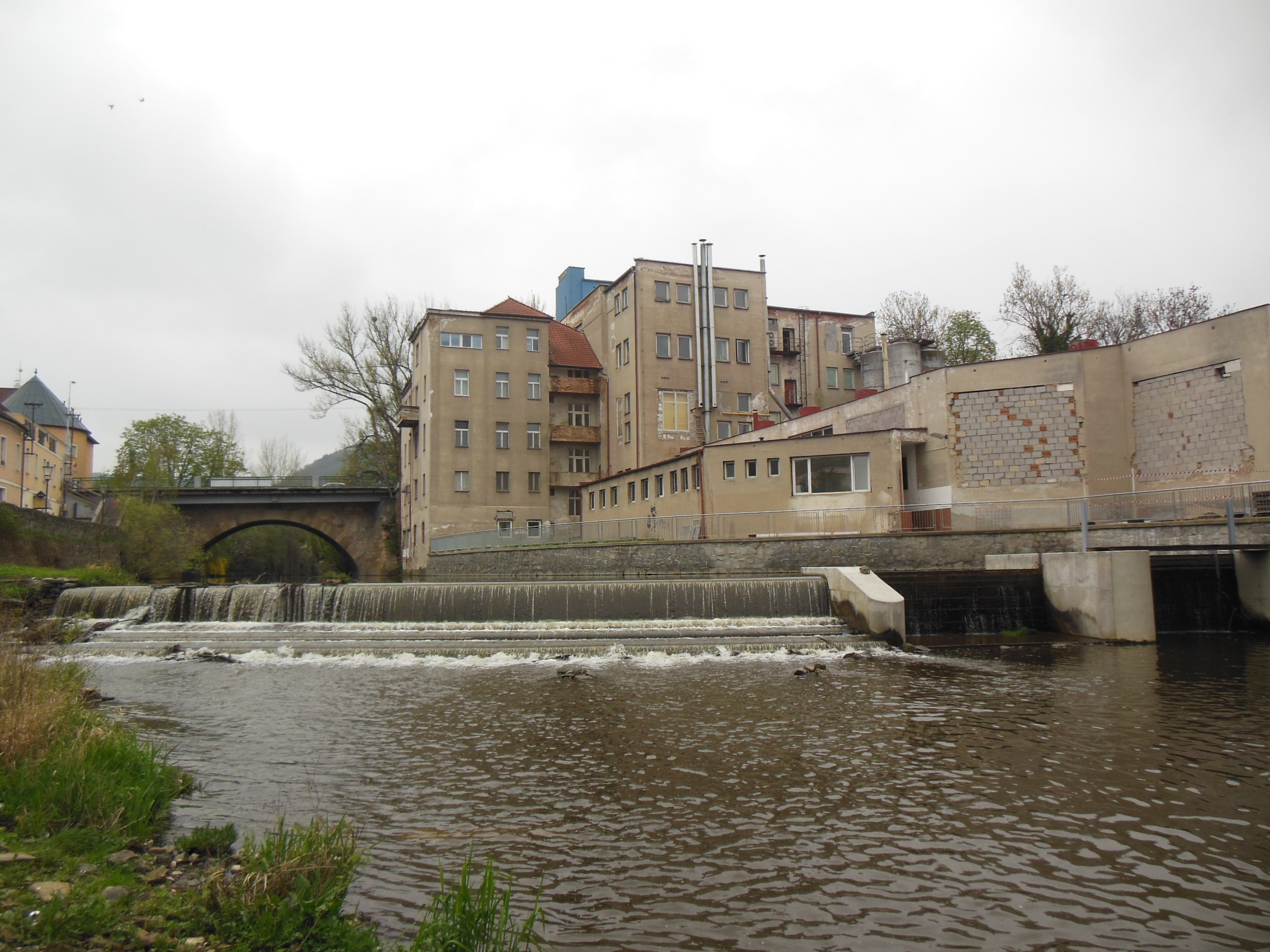
Nad jezem